# Guy Ausloos

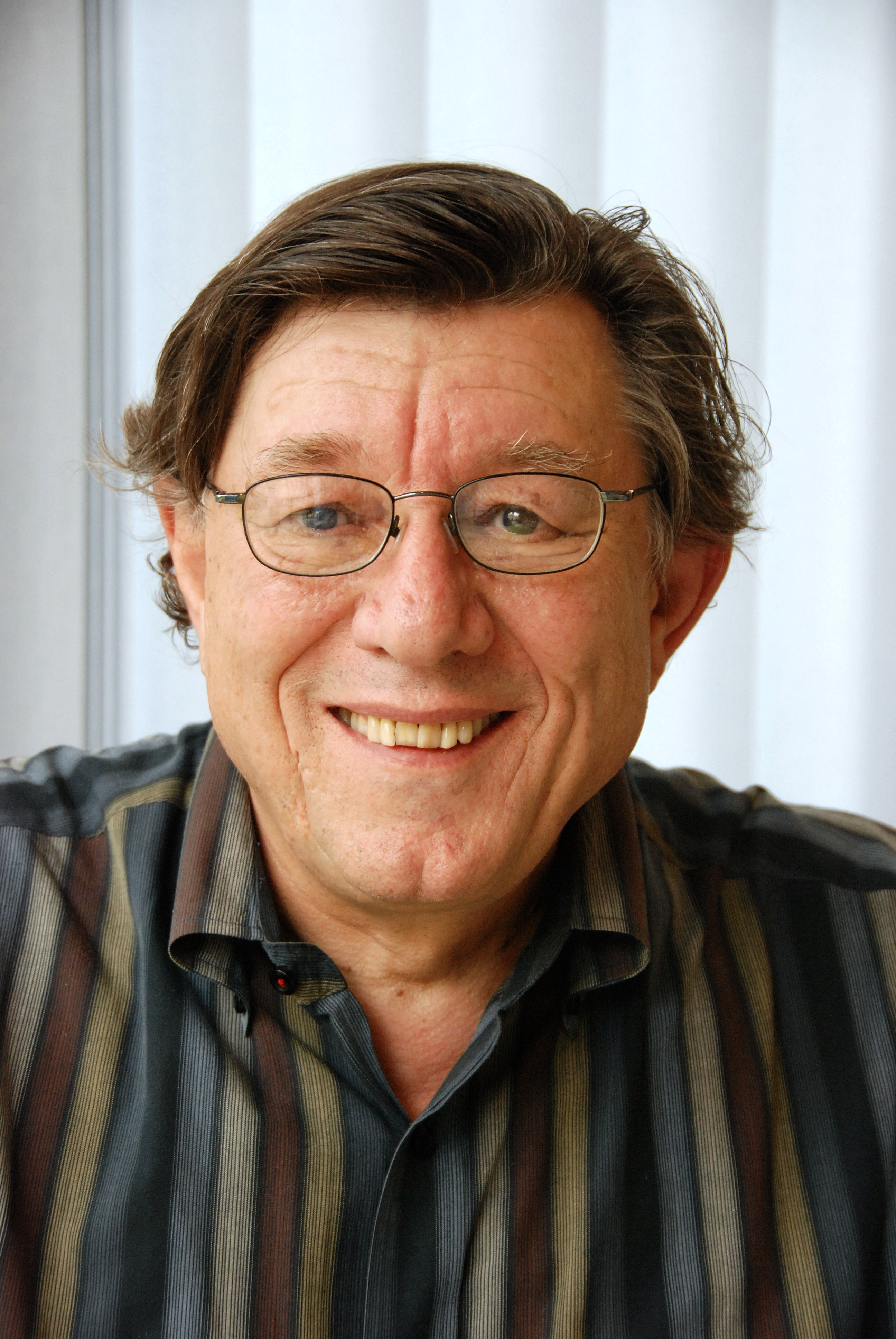
Guy Ausloos

Guy Ausloos (ur. 1940 w Liège, zm. 27 kwietnia 2023 w Montrealu) – belgijski psycholog, psychiatra i psychoterapeuta.
W Belgii odbył studia filozoficzne i medyczne, a następnie (we francuskojęzycznej części Szwajcarii) psychoanalityczne i psychoterapeutyczne. Z czasem zdobył w Szwajcarii renomę jako terapeuta młodzieżowy, w szczególności zajmujący się trudnymi przypadkami dewiacji społecznych. W tym czasie publikował też naukowo i wykładał. W 1986 przeniósł się do francuskojęzycznej części Kanady (Quebecu). Pracował tam w środowiskach górniczych. Następnie osiadł w Montrealu, gdzie otrzymał tytuł profesora Uniwersytetu McGilla i stał na czele placówek pomocy społecznej oraz terapii psychiatrycznej.